# Leucadendron sessile
Leucadendron sessile är en tvåhjärtbladig växtart som beskrevs av Robert Brown. Leucadendron sessile ingår i släktet Leucadendron och familjen Proteaceae. Inga underarter finns listade i Catalogue of Life.